# 京师保卫战
京师保卫战亦称北京保卫战，发生于明正統十四年（1449年）十月，中國明朝在兵部尚書于谦領導的北京城下，抵抗蒙古汗國瓦剌首領也先大軍入侵，并将其擊退的战役。

## 背景及起因
明初，马哈木、脱懽统治瓦剌。瓦剌是当时塞北蒙古诸部之一，常与东部的鞑靼对抗。
明英宗正统四年（1439年），瓦剌首领脱懽死，其子也先继父位，自称太师淮王。也先即位后以武力统一蒙古各部，征服明朝藩属兀良哈三卫，逐渐强盛，多次侵犯明朝北方边塞。
正统十四年（1449年）初，也先遣使2,000人向明朝贡马，诈称3,000以冒领明廷赏物。明廷按实际人数给赏，并削减了马价。瓦剌首领闻悉大怒，在当年七月召集所部大舉进犯明朝邊境。时太监王振专权，他慫恿明英宗率五十万大军亲征。八月初，明朝大军刚到山西大同，前线即傳來各路明军溃败的消息。王振不敢冒进，便令大軍撤退，途径土木堡時被瓦剌大军包围，明軍被瓦剌大军围攻数日，全军覆没。王振及众多將領皆死于乱军之中，英宗被俘，这就是土木堡之变。也先乘明朝主力溃散廷内无主，国无重臣，京师空虚，人心未固之机，率大军继续南攻，试图攻占明朝京師順天府，迫明朝投降。

## 明朝备战
正统十四年八月，明军战败和明英宗被俘的消息传到京师，举朝震恐。文武束手无策，“群臣聚哭于朝”。八月十八日孫太后命皇帝胞弟郕王朱祁钰监国，召集朝臣商议战守大计。以徐有贞（當時名珵）为首的一些大臣主张迁都南京以避瓦剌大軍鋒芒；而主张抵抗的兵部侍郎于谦則力陳：“京师天下根本，一动则大事去矣”。并以宋朝南遷的故事为例反對遷都。称：“言南迁者，可斩也”。吏部尚书王直、内阁大學士陈循等人都赞同于谦，最后廷議乃決定固守北京。八月二十三日，为稳定人心，明廷將招致土木堡之变的罪魁祸首王振抄家灭族；二十九日，文武百官请皇太后改立監國郕王为帝，是為明景帝，並遥尊被俘的朱祁镇为太上皇，使瓦剌借英宗要挟明廷的阴谋破产。于谦升任兵部尚书，积极备战；随後两京、河南、山东等地的勤王部队也陆续赶到。于谦整军备战，并选拨新进将领操练军兵，並命令边防部队加紧修固沿边大小关隘。

## 戰鬥及結果
十月初一，瓦剌军分三路大举进攻京师。东路军从古北口方向进攻密云；中路军从宣府方向进攻居庸关；西路军由也先带领，挟持英宗自集宁经大同、阳和，攻陷白羊口后，挥师南下，进攻紫荆关。明廷得知瓦剌已向京师逼近，下令京城戒严，诏诸王遣兵入卫。八日，景帝命于谦提督各营兵马，将士皆受其节制。刘安、王通被赦出狱，协守京师。
十月初九日，瓦剌军在明朝叛降太监喜宁的引导下，绕小路越过山岭，攻陷紫荆关，右副都御史孫祥戰死，瓦剌军由紫荆关和白羊口两路逼近京师。明朝廷召集文武大臣商讨战守京师策略，京师总兵官石亨提议：「毋出师，尽闭九城门，坚壁以老之。」于谦则认为此举「奈何示弱，使敌益轻我，」主张到背城立寨，正面迎敌。「分遣诸将帅兵二十二万，陈于京城九门」。于谦、石亨、范广镇守德胜门；都督陶瑾镇守安定门；广宁伯刘安镇守东直门；武进伯朱瑛镇守朝阳门；都督刘聚镇守西直门；副总兵顾兴祖镇守阜成门；都指挥李瑞镇守正阳门；都督刘德新镇守崇文门；都指挥汤节镇守宣武门。待明军布阵完成后，下令“悉闭诸城门”。
为了保持戰鬥士氣，于謙下达了著名的軍戰連坐法：
|  | 臨陣對敵時，將領不顧軍隊臨陣脫逃的，斬殺那個將領。部隊不顧將領先行退卻的，後隊的士兵斬殺前面的撤逃者。 |

于是，将士知道撤逃必定會死，于是均受命效力。隨後，副總兵高禮、毛福壽在彰儀門北面擊退敵軍，生擒蒙古首領一名。景帝十分高興，命令于謙挑選精兵在教場屯兵以便調用，并命令內臣興安、李永昌和于謙一同管理軍務。
十月十一日，瓦剌军抵达北京城下；被俘的太上皇朱祁镇這時被帶到德胜门外土关。当日，明将高礼、毛福寿在彰义门北与瓦剌军交战，初战告捷。也先不敢贸然进攻，投降瓦剌明朝太监喜宁建议也先，以议和之名，诱于谦等人前往迎驾，乘机擒获，使明军无首而溃。于谦识破也先计策，一面派王复、赵荣去瓦剌军营进见英宗，另一方面则积极备战，其他一概不闻。也先阴谋未能得逞。十三日，也先下令軍隊进攻德胜门。于谦派石亨带兵预先埋伏于德胜门外路两旁的民房中，只派少量精骑接战，佯装败退。瓦剌军以万余骑追来，待瓦剌军进入明军伏击圈时，范广指挥神机营突发火炮、火铳，同时，石亨所领伏兵突起夹攻。瓦剌军大败，也先之弟孛罗和平章卯那孩都中炮身亡。瓦剌军又转攻西直门，明守将都督孙镗率师迎接。明军斩瓦剌前锋数人，迫其北退，孙镗又率军追击。瓦剌军合围孙镗，幸高礼、毛福寿和石亨率兵前来增援，瓦剌军三面受敌，被迫退去。瓦剌军在德胜门和西直门受挫后，又攻彰义门。于谦派武兴、王敬、王勇率军接战。明军神铳、弓矢、短兵前后相继，挫败了瓦剌的前锋。但明军自己也乱了方阵，瓦剌军乘机反击，明军败退，武兴中流矢死。瓦剌军追到土城。土城一带的居民，掷砖投石，阻止瓦剌军的进攻。明援军赶到后，瓦剌军仓促退去。
于谦統率各路明军奋勇抗击，五天内屡次大破瓦剌军，有“鐵元帅”之称的也先胞弟孛罗和平章卯那孩都中炮陣亡。居庸关方面，因天大寒，明守将羅通汲水灌城，令墙壁结冰，经七天战斗，瓦剌军的攻勢均被击退。進攻不利，部隊厭戰心理高漲，又聞明朝援军不断赶到，也先恐怕退路被截，乃在十月十五日夜裡下令北退。于谦命明军乘胜追击，大破瓦剌军，附近百姓也纷纷组织起来袭击瓦剌军殘部，夺回了為瓦剌所掳的许多百姓和财物。至十一月初八日，瓦剌军完全退出塞外，京师之围遂解。

## 后续
京师保卫战明军获胜，使明朝度过了一次严重的危机。翌年，景帝改元景泰；也先見所俘的明英宗失去利用價值，乃遣使与明朝议和，并答应釋放英宗返京，與明朝恢復朝貢貿易關係。但景帝虑及皇位不保，不愿接回英宗，最后在于谦的劝说下，应允讲和，接回朱祁镇。太上皇朱祁镇回宮後隨即被軟禁，與不願放棄帝位的景帝朱祁钰關係緊張，後來終於引發奪門之變。